# Praça da Piedade
A Praça da Piedade localiza-se no centro histórico da cidade de Salvador, estado da Bahia, no Brasil.
A origem do nome se explica pelo seu uso. Era o local onde presos seriam executados, como foi o caso dos 4 líderes da Revolta dos Alfaiates, em 1799. Os condenados à forca eram levados a pé do Paço Municipal, onde ficava a cadeia, passavam pela rua Carlos Gomes até chegar à rua da Forca. Até hoje, a rua que fica em frente à entrada principal da Piedade guarda esse nome.
Servida pelas Avenidas 7 de Setembro e Joana Angélica, é um dos principais e mais antigos logradouros soteropolitanos, tomando o seu nome da bela e imponente catedral nela localizada, sob a invocação de Nossa Senhora da Piedade.
Além da belíssima Catedral de Nossa Senhora da Piedade, há também a Igreja de São Pedro.
Na "Piedade", como é carinhosamente conhecida pelos baianos, também está localizado o Gabinete Português de Leitura, a Faculdade de Ciências Econômicas da Universidade Federal da Bahia (UFBA), a antiga sede da Secretaria Estadual de Segurança Pública, além de transversais que para ela confluem levando à Estação da Lapa (unidade central de transporte urbano), o Shopping Piedade, e todo o vicejante comércio popular que gravita em torno.
O Instituto Geográfico e Histórico da Bahia (IGHB), secular instituição, também se situa em suas imediações.

## História

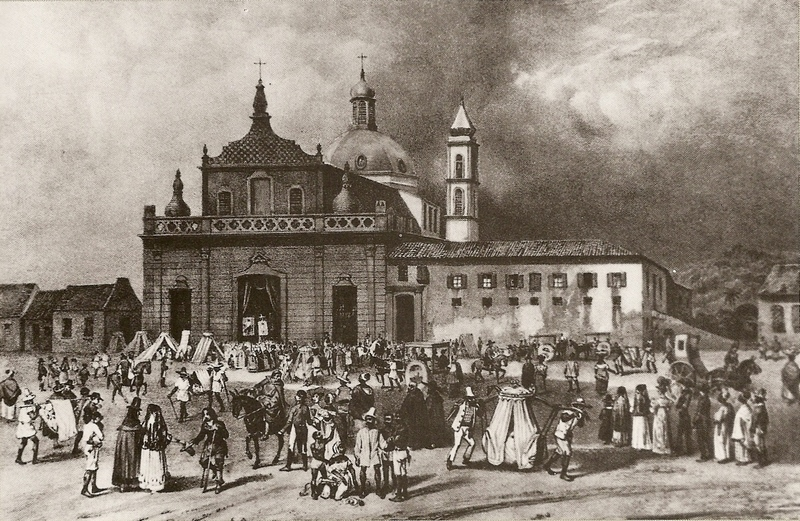
Igreja do Hospício de Nossa Senhora da Piedade da Bahia, gravura de Rugendas de 1835.

A praça está implantada próximo ao local onde, em época colonial, havia um dos portões que se rasgavam nas muralhas da então Capital do Estado do Brasil.
Constituíndo-se, no século XVIII, na principal praça da cidade, aí foram executados, a 8 de novembro de 1799, os quatro condenados da Conjuração baiana, aí tendo ficado expostas a cabeça e as mãos de Luís Gonzaga das Virgens, autor de panfletos que pregavam a independência da Bahia e a abolição da escravatura.
Frequente local de manifestações populares e políticas, já nas lutas que precederam a guerra pela Independência da Bahia a Piedade foi palco de embates, dentre os quais aquele que veio a vitimar a abadessa Joana Angélica, no Convento da Lapa.
Mais tarde, novos combates capitaneados pelo grande tribuno baiano Cezar Zama tiveram lugar nesta praça, morrendo muitos populares no movimento que culminou com a derrubada do governador José Gonçalves da Silva, quando este apoiara o golpe de estado promovido por Deodoro da Fonseca, no final do século XIX.

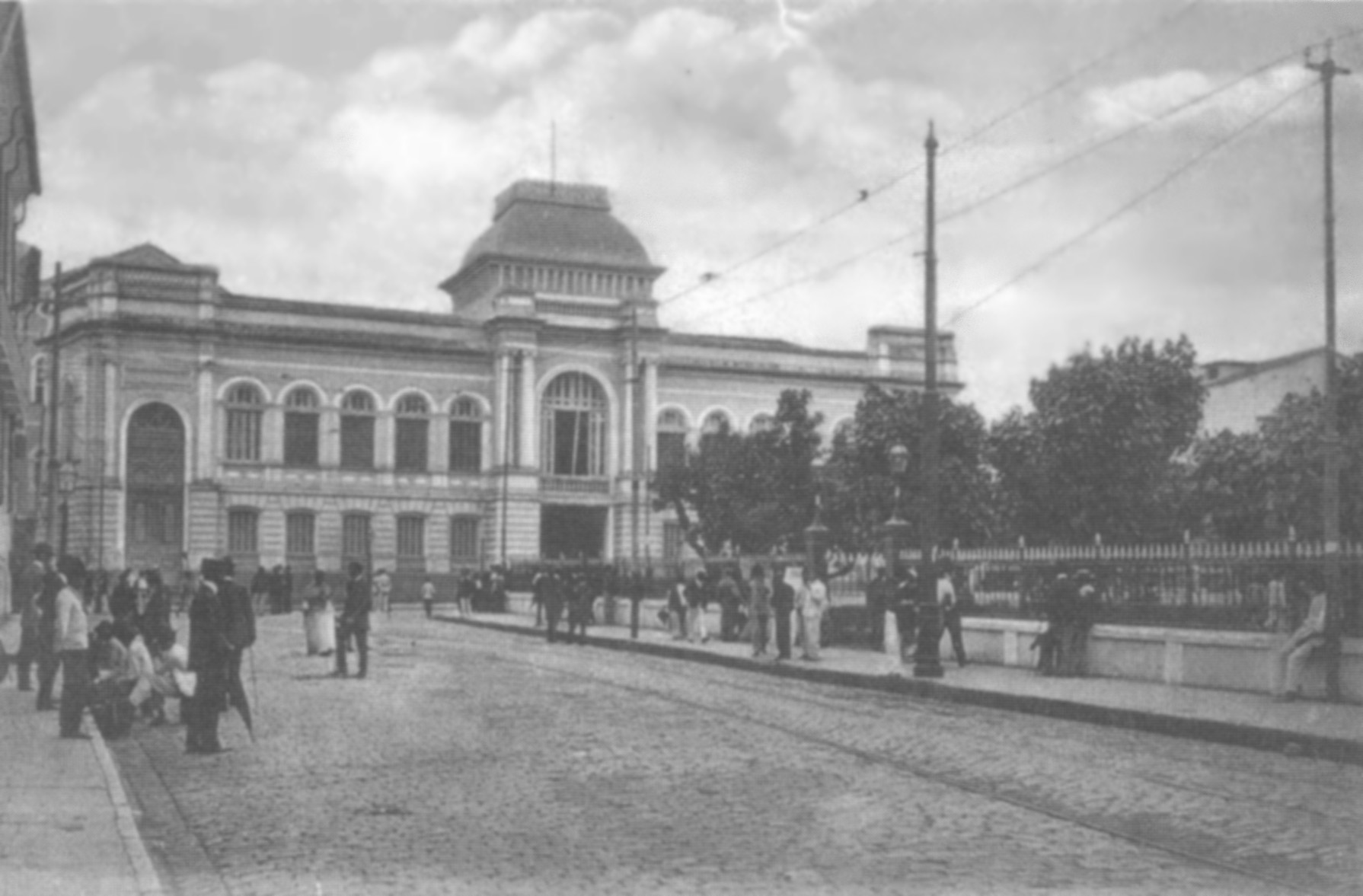
Edifício do então Senado Estadual da Bahia na Praça, no começo do século XX.

No século XX, nas décadas de 1970 e de 1980 a praça viveu momentos de abandono e de insegurança, com franca deterioração, que vitimou os tradicionais camaleões que ali habitavam. Restaurada, voltou a ser palco de movimentado fluxo de pessoas, descanso e encontro de moradores idosos.
Parte do circuito do Carnaval da Capital da Bahia, a Praça da Piedade continua um dos principais logradouros de Salvador.